# Стороженко Микола Володимирович
Стороженко Микола Володимирович (29 травня 1862 — 1942 чи 31 жовтня, 1944, Франція) — український історик і педагог родом з Пирятинщини. Вихованець Київського університету й учень В. Антоновича. Член Київської Археографічної Комісії, Історичного товариства Нестора-літописця, входив до Ради голів Київського товариства охорони пам'ятників старовини та мистецтва; співробітник «Київської Старини», а також російських журналів «Исторический Вестник», «Русская Мысль» тощо, земський діяч на Пирятинщині.

## Життєпис
Народився Микола Стороженко у 1862 році в с. Велика Круча. Володів Велико-Кручанською економією, до складу якої входила Новоселівка. Навчався у 2 Київській гімназії, яку закінчив з золотою медаллю. У 1881—1885 роках навчався на історико-філологічному факультеті Київського університету Св. Володимира. Після чого займався дослідницькою роботою по історії України під керівництвом Антоновича Володимира Боніфатійовича.
З 1889 року Микола Стороженко працював інспектором народних шкіл на Чернігівщині, а з 1891 до 1895 років — інспектором народних шкіл на Київщині. Потім працював директором гімназії в Києві: з 1895 до 1909 року — Четвертої гімназії, а з 1909 до 1919 року — Першої гімназії. Продовжував займатися дослідженням історії України та публікувати свої статті.
У листопаді 1919 року Стороженко емігрував спочатку в Туреччину, а потім переїхав до Югославії, де займався викладацькою працею. Працював інспектором класів у Маріїнському Донському інституті у місті Біла Церква (Югославія) у 1920—1925 роках, після чого працював викладачем латині.

## Доробок
Стороженко автор численних документальних праць з історії України 17 — 18 ст., опублікованих у видавництві Київської Археографічної Комісії («Архив ЮгоЗападной России»), у «Киевских Университетских Известиях», а головно у «Київській Старині».
Стороженко був видавцем і редактором Фамільного Архіву Стороженків (тт. I—VIII, 1902—1910). Колишній член Київської Старої Громади, автор українських віршів (М. Царінний, «Літні краси», 1884), приятель М. Куліша, В. Горленка, братів І. і П. Рудченків, Ореста Левицького та ін.
Стороженко по революції 1917 знову повернувся до українства і містив свої праці, писані українською мовою, в «ЗІФВ ВУАН» («Осада м. Крилова», «Куліш у Києво-Печерській школі», «До біографії П. Куліша», «ЗІФВ ВУАН», тт. І, II—III, 1920 — 22, 1923).
На еміграції в Югославії написав цікаві «Спогади з мого життя», важливі для історії української культури й українського руху в другій половині 19 ст. (опубліковані у 2005 р. ; рукопис зберігався в Музеї Визвольної Боротьби України в Празі).

## Публікації
- (рос.)«А. Ф. Шафонский» («Киевские Университетские Известия», 1886, X);
- (рос.)«К истории малороссийских козаков в конце XVIII и в начале XIX века» // Киевская старина. 1897. — №4. С. 124-156.; —  №6. С.460-483; — №10. С.115-131.; — №11. С.143-156. (спільно з братом Андрієм)
- (рос.)«Охочекомонный полковник Илья Федорович Новицкий» // Киевская Старина. 1885. №7. С. 430-457);
- (рос.)История составления «Топографического описания Черниговского наместничества» Шафонского (Эпизод из южно-русской историографии) // Университетские известия. К., 1886. № 10 (октябрь). С. 135-168.
- (рос.)«Отчет о занятиях в архивах — Киевском центральном и Яготинском кн. Н. В. Репнина» // Университетские известия. К., 1886. № 11 (ноябрь). С. 213-238.
- (рос.)«Очерк литературной деятельности А. Я. Стороженка» // Киевская старина. 1886. — №5. С. 1-25.; — №8. С.639-692; — №10. С. 299-329.
- (рос.)«К истории рода Свечек» // Киевская старина. 1887. № 11. С. 580-584.
- (рос.)«Западно-русские провинциальные сеймики во второй половине XVII в. (Исследования по архивному материалу»). К.: Тип. К. М. Милевского, 1888. 140, 4 с.
- (рос.)«К истории землевладения в эпоху Богдана Хмельницкого» // Киевская старина. 1888. № 7. С. 11-13.
- (рос.)«Эпизод из истории малорусских крестьян» // Киевская старина. 1888. № 6. С. 76-78.
- (рос.)«Отношение западнорусских дворян второй половины XVII в. к вопросам религиозным и сословным» //Архив Юго-Западной России. К.: Временная комиссия для разбора древних актов при Киевском, Волынском и Подольском генерал-губернаторе. 1888. Ч. 2. Т. 2. С. 1-49.
- (рос.)«Из истории Нежинских греков» //Киевская старина. 1890. № 6. С. 540-544.
- (рос.)«Две грамоты митрополитов Киевских Самуила Миславского (1783—1796 г.) и Иерофея Малицкого (1796—1799 г.)» // Киевская старина. 1890. № 12. С. 511-514.
- (рос.)«Заметка А. И. Чепы о таможнях // Киевская старина.» 1890. № 12. С. 514-515.
- (рос.)«Полуботок или Свечка? (Эпизод из истории малороссийского землевладения второй половины XVII в.)» // Киевская старина. 1890. № 12. С. 434-447.
- (рос.)«Чудотворная икона Божьей Матери в с. Ржавце» // Киевская старина. 1890. № 7/8. С. 11-12.
- «Семен Вакуленко, сотник Пирятинский (1696—1720)» //Киевская старина. 1891. № 1. С. 119-153. [Окрема відбитка з «Киевской старины»].
- (рос.)«Отрывки из фамильных преданий и архивов» // Киевская старина. 1891. № 2. С.320-33; № 5. С. 303-309; № 7. С. 141-147.
- (рос.)«Письмо графа Румянцева-Задунайского к генерал-прокурору князю А. А. Вяземскому о награждении малороссиян чинами» // Киевская старина. 1891. № 1. С. 176-177.
- (рос.)«Реформы в Малороссии при графе Румянцеве» // Киевская старина. 1891. № 8. С. 478-493; № 9. С. 455-465.
- (рос.)«Малороссийское ополчение 1812 года» // Чтения исторического общества Нестора-Летописца. 1891. Кн. 5. Отд. 2. С. 103-112. 1892
- (рос.)«Малорусские суеверия, коим мало кто верил», собранные в 1776 г. (рукопись А. И. Чепы) // Киевская старина. 1892. № 1. С. 119-130.
- (рос.)«Мельницы в г. Козельце (универсалы XVII в.)» // Киевская старина. 1892. № 3. С. 496-497.
- «Записка Иоасафа Кроковского митрополита Киевского (1712)» // Киевская старина. 1892. № 2. С. 347-348.
- (рос.)«Два письма А.Стороженка к Л.Сапеге 1610 г.» // Чтения исторического общества Нестора-летописца. 1893. Кн. 7. Отд. 3. С. 69-72.
- (рос.)«К портрету князя Николая Григорьевича Репнина.» К.: Тип. Имп. Университета Св. Владимира. 1898. 10 с.
- (рос.)«К истории декабристов» // Исторический вестник. 1898. Т. 72. №. 5. С. 675-677.
- (рос.)«Мое знакомство с П. А. Кулишем» // Под знаменем науки: Юбилейный сборник в честь Н. И. Стороженка, изданный его учениками и почитателями. М., 1902. С. 244-248.
- (рос.)«Н. И. Костомаров в Киевской I-гимназии» // Чтения исторического общества Нестора-Летописца. 1911. Кн. 22. Вып. 1/2. Отд. 5. С. 1-8.
- (рос.)«Киевское главное народное училище (1 мая 1789 — 5 ноября 1809 г.)» // Чтения исторического общества Нестора-Летописца. 1912. Кн. 22. Вып. 3. Отд. 1. С. 92, 95.
- «Осадження м. Крилова» //Записки історично-філологічного відділу ВУАН. К., 1919. Кн. 1. С. 116-119.
- «До біографії П.Куліша. Куліш у києво-печерській школі» // Записки історично-філологічного відділу ВУАН. К., 1923. Кн. 2/3. С. 198-202.
- «До біографії П.Куліша. Листи Куліша до М. В. Стороженка» // Записки історично-філологічного відділу ВУАН. К., 1923. Кн. 2/3. С. 202-215.
- «Уривки з спогадів М. В. Стороженка про В.Антоновича» // Дорошенко Д. І. Володимир Антонович, його життя, наукова та громадська діяльність. Прага: Вид-во Ю.Тищенка, 1942. С. 87, 97.